# Gaziantep FK
Gaziantep Futbol Kulübü, är en professionell fotbollsklubb baserad i Gaziantep, Turkiet som spelar i Süper Lig. Klubben grundades 1988 och spelar sina hemmamatcher på New Gaziantep Stadium.

## Spelare

### Spelartrupp
| Nr | Land      | Pos | Namn                                          |
| -- | --------- | --- | --------------------------------------------- |
| 1  | Turkiet   | MV  | Günay Güvenç (lagkapten)                      |
| 3  | Senegal   | F   | Papy Djilobodji                               |
| 4  | Turkiet   | F   | Ulaş Zengin                                   |
| 5  | Turkiet   | MF  | Kubilay Aktaş                                 |
| 6  | Rumänien  | F   | Alin Toșca                                    |
| 7  | Turkiet   | MF  | Kenan Özer                                    |
| 8  | Brasilien | MF  | Jefferson                                     |
| 9  | Polen     | A   | Bartłomiej Pawłowski                          |
| 10 | Nigeria   | A   | Olarenwaju Kayode (lån från Sjachtar Donetsk) |
| 11 | Turkiet   | MF  | Güray Vural                                   |
| 13 | Brasilien | F   | Júnior Morais                                 |
| 14 | Turkiet   | A   | Muhammet Demir (lån från İstanbul Başakşehir) |
| 15 | Ghana     | MF  | Raman Chibsah                                 |
| 16 | Polen     | F   | Paweł Olkowski                                |

| Nr | Land     | Pos | Namn                                         |
| -- | -------- | --- | -------------------------------------------- |
| 17 | Turkiet  | F   | Oğuz Ceylan                                  |
| 18 | Mali     | MF  | Souleymane Diarra                            |
| 19 | Turkiet  | MF  | Furkan Soyalp (lån från İstanbul Başakşehir) |
| 23 | Turkiet  | MF  | Mehmet Erdem Uğurlu                          |
| 25 | Turkiet  | MV  | Haydar Yılmaz                                |
| 27 | Ghana    | A   | Patrick Twumasi (lån från Deportivo Alavés)  |
| 28 | Portugal | MF  | André Sousa                                  |
| 44 | Rumänien | MF  | Alexandru Maxim (lån från Mainz)             |
| 55 | Ghana    | MF  | Abdul Aziz Tetteh                            |
| 71 | Turkiet  | MV  | Mustafa Burak Bozan                          |
| 76 | Kamerun  | F   | Jean-Armel Kana-Biyik                        |
| 88 | Turkiet  | A   | Muğdat Çelik                                 |
| 97 | Turkiet  | A   | Hasan Yurtseven                              |